# Aeroportul Tokushima
Aeroportul Tokushima (IATA: TKS, ICAO: RJOS) este un aeroport din Matsushige⁠(d), Itano district⁠(d), Prefectura Tokushima, Japonia ce deservește zona Tokushima. Aeroportul a fost tranzitat în 2023 de 1.034.706 pasageri.
Situat la o altitudine de 11 m, aeroportul dispune de o singură pistă. Este operat de Ministry of Defense⁠(d).